# 瓜子

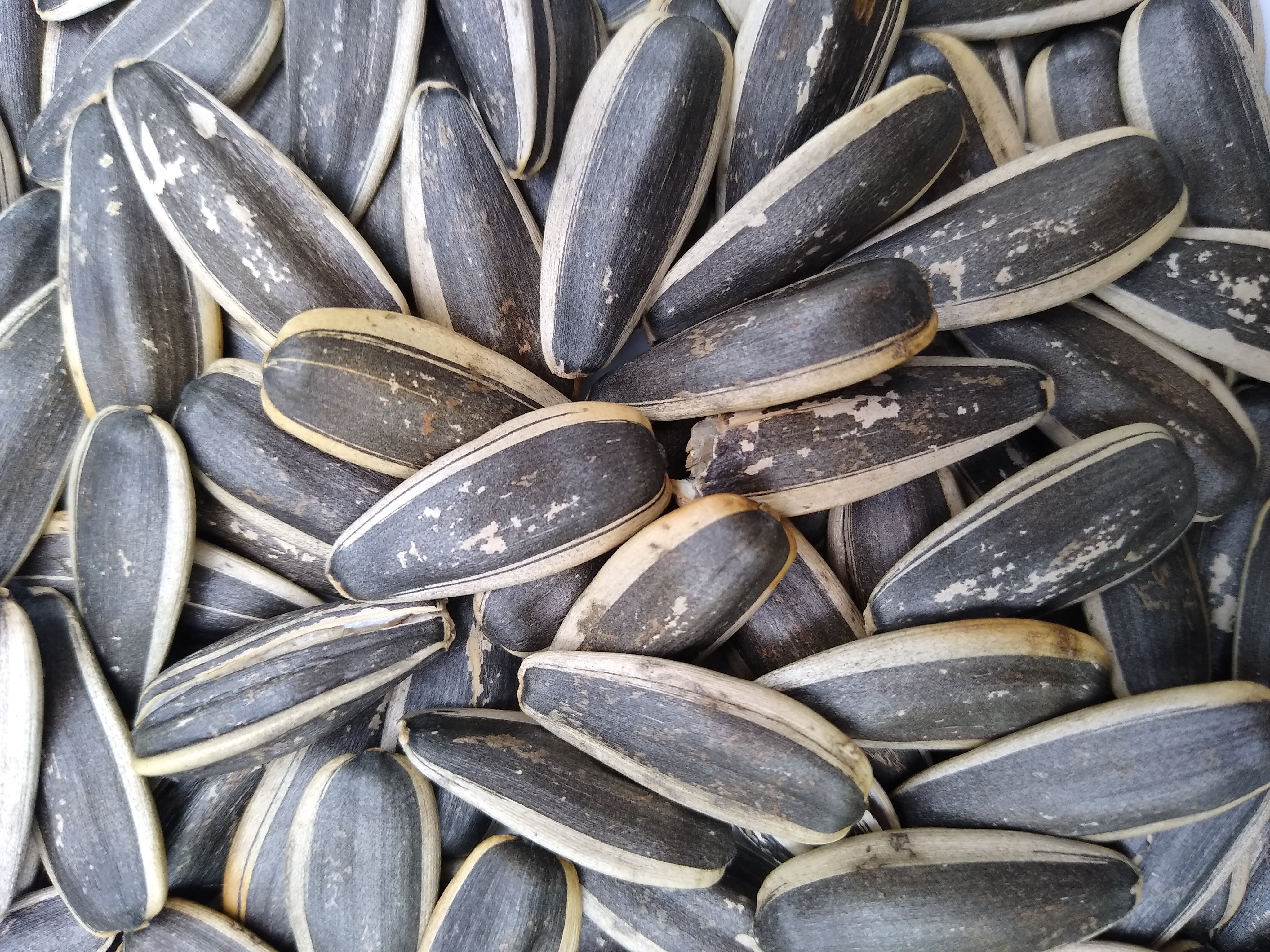
原味瓜子

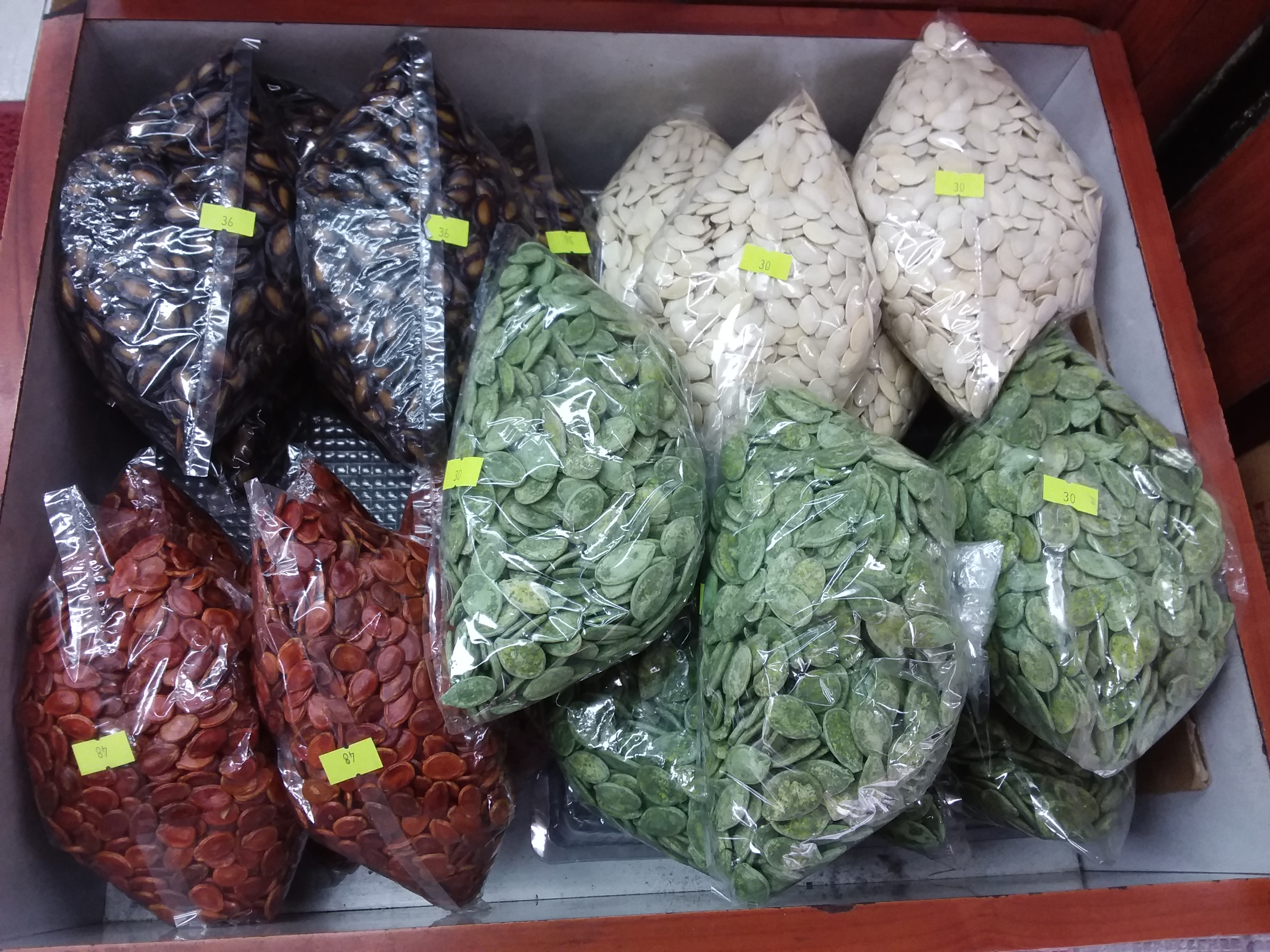
多種瓜子

瓜子是在亚洲部分地区常見的一種零食，原料為西瓜、南瓜或葵花的籽。其中，南亚所产的一种无壳的瓜子最为独特。

## 種類
- 黑瓜子

此西瓜並不是常見的食用其瓜瓤的西瓜，而是一種專門以食用瓜子為主的西瓜，稱為「籽瓜」，其形狀與西瓜類似，但體型較小。原產地在非洲西南部的卡拉哈迪沙漠中，唐代經絲綢之路傳入中國西北地區。台灣原產的瓜子西瓜的品種有萬利、紅富、紅貴三種，但後來，因經濟效益不如大陸進口的蘭州瓜子，而被取代。因未染色，其外圍有黑色的綑邊，又因常以醬油調味，因此外殼呈現黑色且有香味。
- 紅瓜子

其原料與黑瓜子相同，但選用較小的籽。在炒香之後用叉燒粉之類的人造色素上色，其外殼較黑瓜子硬，但較香脆。
- 白瓜子

其原料是南瓜籽，炒熟後直接食用，味道比紅瓜子和黑瓜子香濃。
- 葵瓜子

實際上是向日葵的果實，而不是「瓜」的籽。

## 做法
瓜子通常是炒熟或煮熟，为了增加风味可以同时加入五香、醬油、盐、花椒、桂皮、大茴香等调味料。亦有不添加调味料烘炒的瓜子，被称作乾炒。

## 成分
瓜子含油量高，每百克500～600卡熱量。瓜子所有營養素中，80％都屬於不飽和脂肪酸，有助於清除壞的膽固醇、降低血中膽固醇濃度。含鐵、鋅等礦物質。

### 引用
1. ↑  . 祥好瓜子. 祥好瓜子行.